# اکرن (اوهایو)
اَکرُن (به انگلیسی: Akron) شهری است در ایالت اوهایو از کشور ایالات متحده آمریکا.
این شهر در سال ۱۸۲۵ و با پیشنهاد پال ویلیامز به سیمون پرکینز تأسیس شد.
دانشگاه اکرن در این شهر قرار دارد.